# دیوید کوک (خواننده)
دیوید رولند کوک (به انگلیسی: David Roland Cook) (زاده ۲۰ دسامبر ۱۹۸۲) که با نام دیوید کوک شناخته می‌شود خواننده، آهنگساز و نوازنده آمریکایی و برنده هفتمین دوره از سری مسابقات آمریکن آیدل است.

## زندگی هنری
اولین آلبوم رسمی دیوید در سال ۲۰۰۶ با نام "Analog Heart" وارد بازار شد و پس از دو سال آلبوم دومش نیز که آلبومی با نام خودش بود به بازار عرضه کرد. دیوید در سال ۲۰۰۸ جز لیست چهل تایی بهترین خواننده‌های مرد سال انتخاب شد و این افتخار را در سال بعد نیز مجدداً تکرار کرد.

## فعالیت‌ها

### آلبوم‌ها
- ۲۰۰۶: Analog Heart
- ۲۰۰۸: David Cook
- ۲۰۱۱: This Loud Morning

### تورها
- ۲۰۰۸: American Idols LIVE!
- ۲۰۰۹: The Declaration Tour